# 아시하라 히나코
아시하라 히나코(일본어: 芦原 妃名子 아시하라 히나코[*], 1974년 1월 25일~2024년 1월 29일)는 일본의 만화가이다. 본명은 마츠모토 리츠코(松本 律子)로, 효고현 출신이다. 도쿄도에 거주했으며 혈액형은 O형이다. 

## 드라마 각본가와의 마찰
- 만화 "섹시 다나카 씨"의 원작자로, 해당 작품을 바탕으로 제작된 드라마의 각본가와 갈등이 생겼다. 드라마 제작진에게 히나코는 되도록이면 내용을 각색하지 않으면서 원작을 바탕으로 드라마를 제작함을 요청해 왔지만 의견을 무시당하는 등 크고 작은 갈등이 있었다고 한다. 각본가는 본인의 인스타그램에 해당 작가가 각본에 개입했다고 지적하는 게시물을 업로드한 것을 화두로 마찰이 생겨, 히나코는 "공격하고 싶었던 것은 아닙니다. 죄송합니다"라는 게시글을 마지막으로 2024년 1월 29일에 숨진 채 발견되었다.

## 작품 목록
하단은 단행본 수록 작품.
- Girls Lesson(전 3권)
  - 크리스마스 선물
  - 마법의 소병
  - 공주님의 우울
  - 천연 다이어트
  - 나니와 인생 애가
  - 큰 호두나무 아래에서
  - 그 이야기 거절 합니다(데뷔작)
  - 그린·낙원
  - 하트에 밴드 에이드
  - 송아지 컴퍼니
  - STEP up
- Homemade Home
- 집에 돌아가자
- 별 내리는 방에서
- 여름에 조심
- 개가 된 나.
- 천사의 키스(별책 소녀 코믹, 전 4권)
  - kiss+α / 행복의 나라
- 프린세스 라인
- Derby Queen(1999년~2000년, 별책 소녀 코믹, 전 3권)
  - Special Day(번외편)
- Miss(별책 소녀 코믹, 전 2권)
  - Key PоinΤ
- 천연 비터 초콜릿(전 3권)
  - 편의점S / Happy? Happy!!
- 손가락 걸기(2002년, Betsucomi)
  - 뻐꾸기의 딸
  - 60days
- SOS
  - 오르간
  - 연·문·제
- 모래시계(2003년~2006년, Betsucomi, 전 10권)
- 나비 구름(2002년, Betsucomi)
  - 중학 1학년
  - 중학 2학년
  - 중학 3학년
- 달과 호수(2007년, Betsucomi)
  - 12월의 노라
- Piece(2009년~2013년, 전 10권)
- Bread & Butter(2013년~, 기간 1권)

### 그 외의 출판물
- 모래시계 일러스트집